# Lilit Mkrtchian

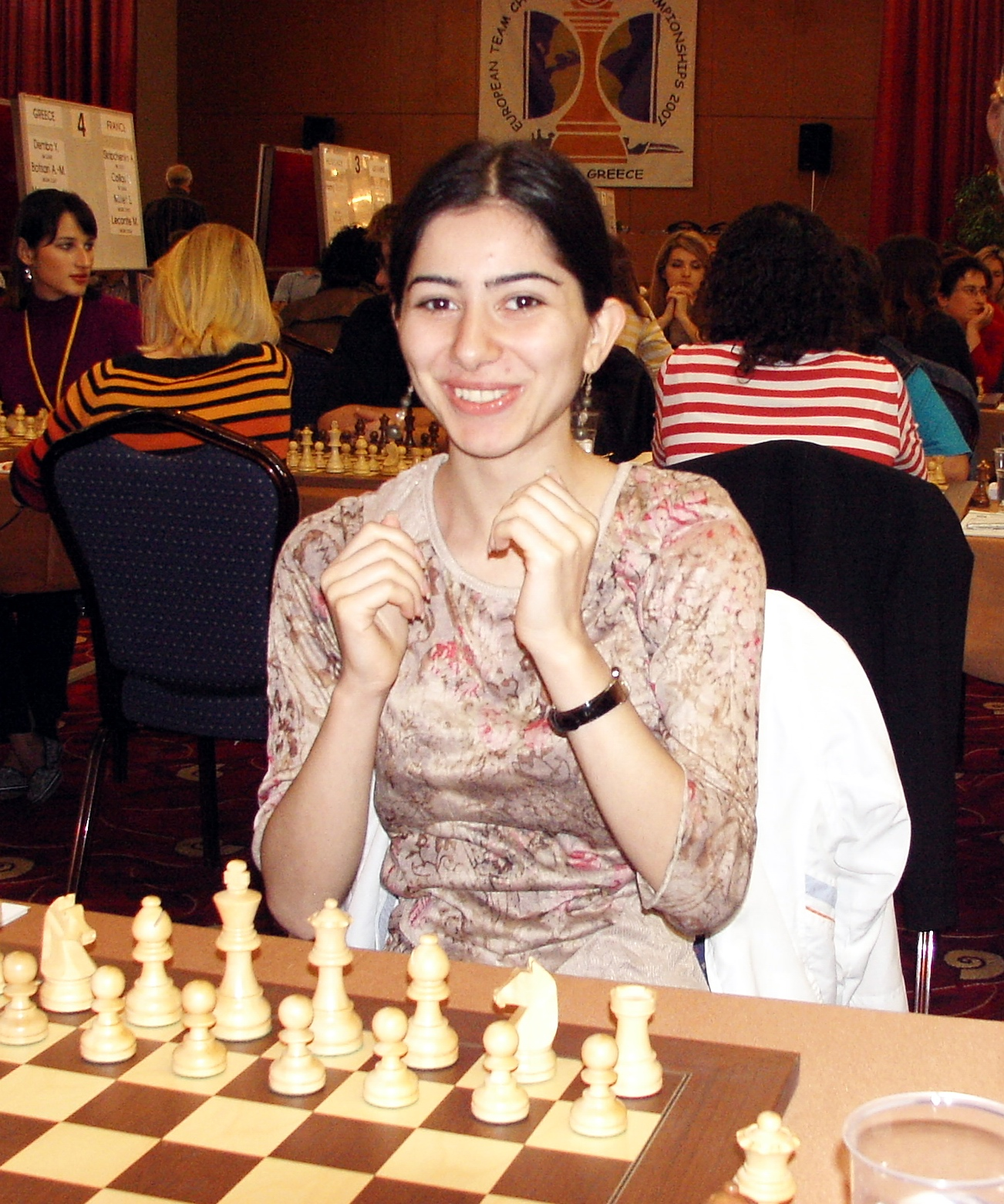
Lilit Mkrtchian

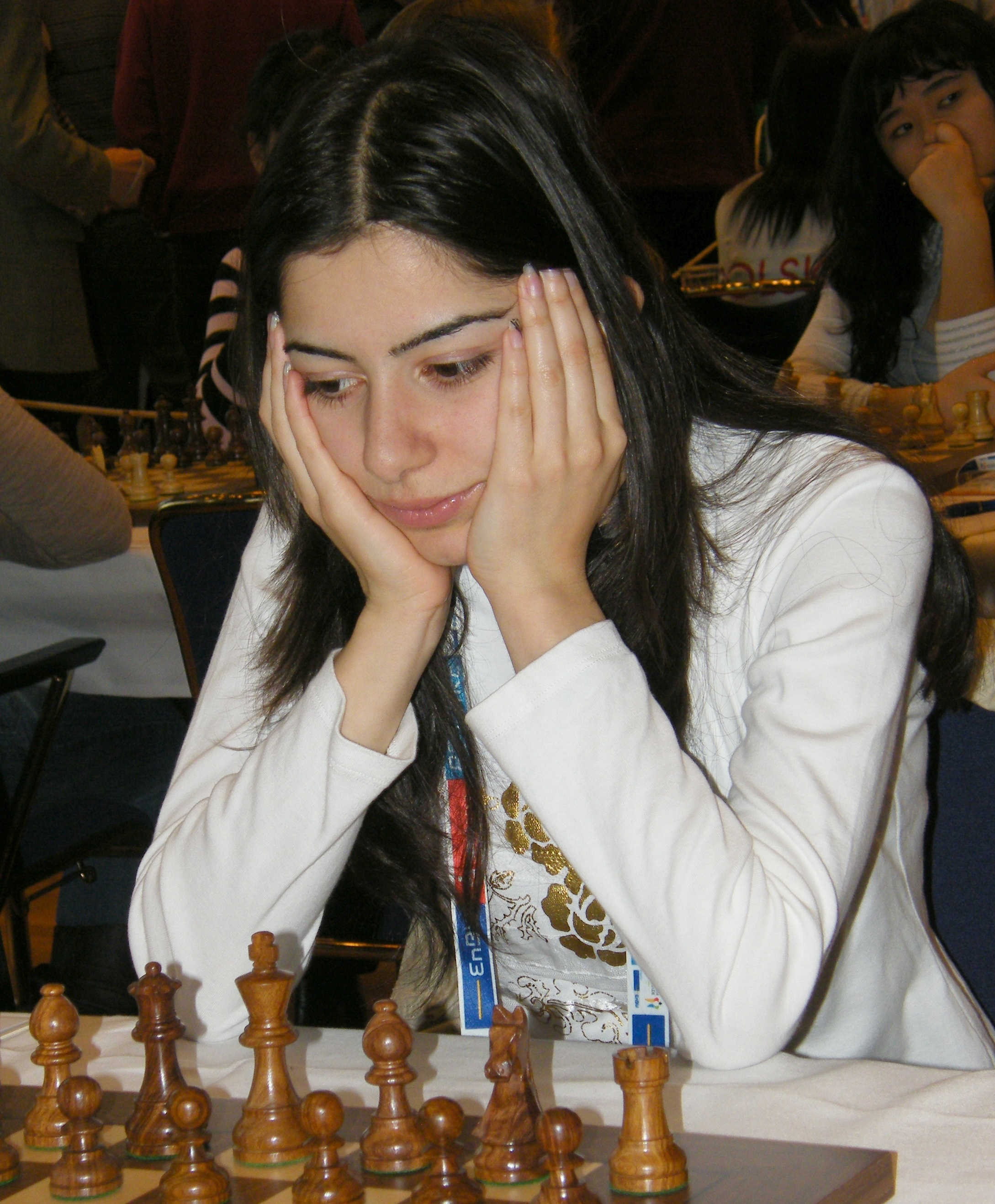
Lilit Mkrtchian in 2008

Lilit Mkrtchian (Armeens: Լիլիթ Մկրտչյան) (Jerevan, 9 augustus 1982) is een Armeense schaakster. Ze is, sinds 1998, een grootmeester bij de dames (WGM). Sinds 2003 is ze Internationaal Meester (IM). Vier keer werd ze nationaal schaakkampioen van Armenië bij de dames. In december 2009 stond ze op de 10e plaats op de lijst van beste Armeense sporters.
Lilit Mkrtchian leerde schaken van haar grootvader. Haar eerste trainer was Norek Mowsesjan, later werd ze getraind door Waleri Tsaturjan (IM) en kreeg les aan de door Smbat Lputian opgerichte Chess Academy of Armenia. Ze is getrouwd met de Duitse schaker Johannes Sperr van SC Dillingen. Ze behaalde een diploma aan het Armeense Instituut voor Sport en Cultuur. Sinds 1997 is ze professioneel schaakster.
In februari 2015 was ze na Elina Danielian tweede op de Armeense Elo-ranglijst bij de vrouwen. Haar hoogste positie op de FIDE-wereldranglijst bij de vrouwen was de 13e plaats in maart 2010.

## Individuele resultaten
- In 1995, 1998 en 2000 was ze schaakkampioen van Armenië bij de dames.[4]
- Bij het vrouwenkampioenschap 'Zwarte Zee' in 2000 in Batoemi eindigde ze gedeeld eerste met Maia Lomineischwili en Ana Matnadse.
- In juni 2002 werd ze in Varna, Bulgarije, tweede bij het Europees kampioenschap schaken voor vrouwen met 8½ pt. uit 11, Antoaneta Stefanova won het kampioenschap.
- Van 29 april t/m 12 mei 2005 speelde zij in het kampioenschap van Armenië voor de dames dat ze met 8.5 punt uit elf ronden voor de vierde keer won.
- In april 2006 werd ze derde bij het 7e Europese schaakkampioenschap voor vrouwen, in Kuşadası, Turkije; ze behaalde 7½ pt. uit 11.[5]
- In 2009 werd ze in Sint-Petersburg tweede bij het vrouwentoernooi van het Europees kampioenschap schaken, na Tatjana Kosintseva.
- In 2013 in Belgrado, eindigde ze als derde bij het vrouwentoernooi van het Europees kampioenschap schaken.[6]

## Nationale teams
- In 1996 nam ze op 14-jarige leeftijd voor de eerste keer deel aan de Schaakolympiade in het Armeense vrouwenteam. Vanaf 1996 nam ze deel aan alle Schaakolympiades voor vrouwen.[7][8] Bij de Schaakolympiade 2008 in Dresden ontving ze een individuele bronzen medaille voor haar resultaat van 8 pt. uit 11 aan het tweede bord.
- In 2007, 2009, 2011 en 2015 nam ze deel aan het Wereldkampioenschap schaken voor landenteams bij de vrouwen.[9] In 2015, in Chengdu (China), won Mkrtchian daarbij de individuele gouden medaille aan het tweede bord.[10]

- Tussen 1997 en 2013 nam ze acht keer namens Armenië deel aan het vrouwentoernooi van het Europees schaakkampioenschap voor landenteams. In 2003 maakte ze deel uit van het team van Armenië dat bij de vrouwen dit kampioenschap won.[11] In 2007 in Heraklion eindigde het vrouwenteam als derde. Met haar individuele prestaties aan het tweede bord behaalde ze in 2009 in Novi Sad en in 2013 in Warschau de tweede plaats.[12]

## Schaakverenigingen
In de Armeense clubcompetitie speelde Mkrtchian in 2005 en 2006 voor Chess Academy Jerewan, in 2008 voor de kampioen MIKA Jerewan.
In Duitsland speelt ze voor SC Dillingen en tevens sinds 2013 als gastspeelster in de vrouwencompetitie voor SC Bad Königshofen, waarmee ze kampioen werd in 2014. In Turkije speelt ze voor Şişli, in China speelde ze in 2012 voor het Hebei Sports Lottery Team. Ze heeft 9 keer deelgenomen aan het Europese 'Club Cup' toernooi voor vrouwen, in 2005 en 2006 voor het Russische team Südural Tscheljabinsk, in 2007, 2008 evenals van 2010 tot 2013 voor MIKA Jerewan en in 2014 voor de SC Bad Königshofen. Met de teams bereikte ze 2 keer een tweede (2005 en 2012) 3 keer een derde plaats (2007, 2010, 2011), met haar individuele scores won ze in 2005 aan het derde bord en behaalde ze 2 tweede (2010 derde bord, 2011 vierde bord) en 2 derde plaatsen (2007 4e bord, 2008 3e bord).